# Sonate d'église no 5 de Mozart

La Sonate d'église no 5 en fa majeur, K. 145/124b est une sonate d'église en un seul mouvement composée par Wolfgang Amadeus Mozart en 1774 à Salzbourg. Elle était destinée à être utilisée par le Prince-archevêque de Salzbourg, Hieronymus von Colloredo au service de qui travaillait Mozart depuis 1772.

## Caractéristiques
L'œuvre est écrite en fa majeur. La mesure est marquée 3/4, et le tempo indiqué est Allegro. L'œuvre comporte quatre-vingt-douze mesures et est divisée en deux parties, chacune d'elles répétée deux fois. Dans la première (mesures 1-37), la tonalité évolue jusqu'à la tonalité de do majeur (dominante). Dans la seconde partie (mesures 38-92), le morceau revient à la tonalité principale.
Comme les autres sonates d'église de Mozart, elle est écrite pour deux violons, un orgue obbligato, et des basses (violoncelle, contrebasse et basson Ad libitum).